# Carnets (Albert Camus)
Carnets est un ensemble d'ouvrages autobiographiques de l'écrivain Albert Camus paru à titre posthume, en trois volumes qu'on trouve séparés la plupart du temps.

## Présentation et contenu
Les Carnets couvrent pratiquement toute la vie d'Albert Camus et se présentent en trois volumes : 
- Carnets I : mai 1935-février 1942 (1962) ;
- Carnets II : janvier 1942-mars 1951 (1964) ;
- Carnets III : mars 1951-décembre 1959 (1989).

Bien que Camus ait considéré ces Carnets avant tout comme des instruments de travail, ils se rapprochent parfois du journal intime, surtout le dernier tome, assez décousu dans la mesure où il regroupe des éléments épars, des notations parfois de quelques lignes ou d'une seule phrase. Il y évoque surtout ce qui se passe autour de lui, la vie d'un écrivain qui a aussi une vie de famille, son travail chez Gallimard, ses engagements, l'élaboration de ses ouvrages et les difficultés à faire coexister ses différentes activités.
On peut suivre ainsi l'état d'esprit d'Albert Camus à telle ou telle époque de l'élaboration d'un livre, son engagement et les difficultés qu'il rencontre au même moment, par exemple ce constat d'un homme qui doute devant l'incompréhension qu'il rencontre : « Trois ans pour faire un livre, cinq lignes pour le ridiculiser et des citations fausses, » toutefois assez lucide pour écrire aussi : « Les doutes, c’est ce que nous avons de plus intime. » On y trouve beaucoup de réflexions tantôt optimistes, tantôt amères :
«(…) j'ai toujours pensé que si l'homme qui espérait dans la condition humaine était un fou, celui qui désespérait des événements était un lâche » ou « Si l'homme échoue à concilier la justice et la liberté, alors il échoue à tout, » ou encore un peu plus sibylline « L'intellectuel est quelqu'un dont le cerveau s'absente lui-même.»

## Carnets I (mai 1935-février 1942)
De 1935 jusqu'à sa mort, Albert Camus a pris des notes dans ce qu'il appelait « ses cahiers » (au nombre de sept) qui ont été publiés sous le titre de Carnets pour ne pas les confondre avec ses autres œuvres posthumes publiées sous la référence Les Cahiers Albert Camus.
Dans ce premier volume, dactylographié et annoté par Camus lui-même, on trouve une foule d'indications sur la réflexion qui accompagne l'écriture d'œuvres comme L'Envers et l'Endroit, L'Étranger, Noces et Le Mythe de Sisyphe.
Structure générale
- Cahier no 1 : de mai 1935 à septembre 1937
- Cahier no 2 : de septembre 1937 à avril 1939
- Cahier no 3 : d'avril 1939 à février 1942

Contenu et références
- Cahier no 1 : de mai 1935 à septembre 1937

Il commence par une phrase souvent reprise : « Ce que je veux dire : on peut avoir — sans romantisme — la nostalgie d'une pauvreté perdue. Une certaine somme d'années vécues misérablement suffisent à construire une sensibilité… » On y trouve des réflexions qui explicitent les thèmes des ouvrages de cette époque 
- Cahier no 2 : de septembre 1937 à avril 1939

Ce cahier est surtout centré sur son roman La Mort heureuse puis à L'Étranger dans la mesure où les deux romans sont profondément liés, avec quelques réflexions dont certaines « préfigurent les thèmes majeurs de L'Homme révolté », des fragments repris dans Le Mythe de Sisyphe et dans La Peste (pages 135 à 138).
- Cahier no 3 : d'avril 1939 à février 1942

Le lyrisme de Noces à Tipasa apparaît dans cette description : « Alors que les cyprès sont d'ordinaire des taches sombres dans les cils de Provence et d'Italie, ici, dans le cimetière d'El Kettar, ce cyprès ruisselait de lumière, regorgeait des ors du soleil. » Il poursuit sa réflexion solitaire à partir de thèmes repris dans Le Malentendu (page 157), 
Il commence aussi à parler de sa vie, de Pascal Pia son complice d'Alger-Républicain puis de Combat, de son passage devant la commission de réforme, une visite de musées en Italie, joint un texte Lettre à un désespéré (pages 178 à 182), évoque la ville d'Oran, parle en mars 1940 de Paris qu'il découvre et n'aime guère (pages 205-208). En octobre 1940, il est à Lyon mais évoque surtout l'Italie. 

Le 21 février 1941, grande joie : « Terminé Sisyphe. Les trois Absurdes sont achevés. Commencements de la liberté. » Il note ensuite une idée d'essai sur la tragédie : « 1. Le silence de Prométhée - 2. Les élizabéthains - 3. Molière - 4. L'esprit de révolte. » Il termine par des citations de Marc-Aurèle dont celle-ci : « Ce qui arrête un ouvrage projeté devient l'ouvrage même. »

## Carnets II: janvier 1942-mars 1951 (1964)
Ce deuxième tome des Carnets repose aussi sur une version dactylographiée mais que Camus n'avait pas relue, que Francine Camus et Roger Quilliot qui ont réalisé la version publiée, ont pour cela comparé à une version antérieure. Les passages relatifs aux voyages que Camus avait entrepris en Amérique du Nord (mars à mars 1946) et en Amérique du Sud (juin à août 1949) ont été retirés des Carnets pour être publiés ultérieurement sous le titre Journaux de Voyage publiés chez Gallimard en mars 1978  (ISBN 2070298531).
Structure générale
- Cahier no 4 : janvier 1942 à septembre 1945
- Cahier no 5 : septembre 1945 à avril 1948
- Cahier no 6 : avril 1948 à mars 1951

Contenu et références
- Cahier no 4 : janvier 1942 à septembre 1945

« Tout ce qui ne me tue pas me rend plus fort » écrit-il en préambule. Il réfléchit à propos de Gide et de Stendhal, « c'est dans la disproportion du ton et de l'histoire que Stendhal met son secret. » Il ponctue son Carnet de tableaux, de mini-nouvelles, Psychose de l'arrestation ou Le grand-père, Valence (pages 98-99), La justice (pages 130, 132).
À cette époque, Camus se repose au Panelier dans la Haute-Loire pour soigner sa tuberculose. Il prend de nombreuses notes sur Budejovice mais la guerre le rattrape, il est bloqué en France, « comme des rats » écrit-il le 11 novembre 1942. À partir de novembre 1943, il travaillera à Paris chez Gallimard. Il entreprend un long travail sur La Peste où l'on trouve force notes et sur ce qu'il nomme alors « l'Essai sur la révolte »
- Cahier no 5 : septembre 1945 à avril 1948

Ce cahier de l'immédiat après-guerre, commence par cette question : « Le seul problème contemporain : peut-on transformer le monde sans croire au pouvoir absolu de la raison. » Il est alors tourné vers L'Homme révolté, note ses réflexions, les idées à développer. Ces recherches sont constellées d'idées de scénarios ainsi que de notes éparses qu'il appelle « création corrigée ».
« Octobre 1946, note-t-il, 33 ans dans un mois. » Moral morose, il pense à Jacques Rigaut mort suicidé, écrit « insupportable solitude — à quoi je ne puis me résigner », ne sait comment « faire ces articles pour Combat. » Il imagine un dialogue avec Kœstler, Sartre, Malraux et Sperber, imagine une pièce sur « le gouvernement des femmes » quand les hommes ont échoué. En juin 1947, il est de nouveau au Panelier où il écrit « merveilleuse journée », pense à la succession de cycles qu'il veut écrire après celui de l'absurde : La Révolte (déjà bien avancé), Le jugement (le Premier homme), L'amour déchiré, Création corrigée ou Le Système mais au retour ; il note cette pensée de Heine : « Ce que le monde poursuit et espère maintenant est devenu complètement étranger à mon cœur » et relit Schopenhauer. En préparation de sa pièce Les Justes, il lit beaucoup l'histoire russe, « Petrachevski et les idylliques, Bielinski et le socialisme individualiste… Netchaiev et le catéchisme du révolutionnaire »  et les auteurs Bakounine, Tolstoï, Dostoïevski.
- Cahier no 6 : avril 1948 à mars 1951

Son esprit est occupé par une nouvelle, « Le Bûcher » qu'il évoque à plusieurs reprises, et par une pièce, L'inquisition à Cadix qui deviendra L'État de siège. Il passe quelques jours dans le Vaucluse puis part pour Alger « dix ans après… »  Il refait son « programme », note « Obstination au travail. Elle surpasse les défaillances. … Depuis mes premiers livres (Noces) jusqu'à La Corde et L'Homme révolté, tout mon effort a été en réalité de me dépersonnaliser… Ensuite, je pourrais parler en mon nom. »
Octobre 1949 : il pense à un roman sur l'amour « il y a un honneur dans l'amour. Lui perdu, l'amour n'est rien. » (pages 277-279) Mais il est victime d'une nouvelle rechute qui « l'accable ». Il note plusieurs fois des idées de romans qui n'auront pas de suite, écrit un court texte qui deviendra la nouvelle « La mer au plus près », incluse dans L'Été. Il fait le point à l'occasion d'une préface pour une réédition de L'envers et l'Endroit, pense à une épigraphe due à Claudel : « Rien ne vaut contre la vie humble, ignorante, obstinée ».
En avril 1950, il retourne à Cabris « se refaire une santé » puis va poursuive sa convalescence dans les Vosges, pense à des « cycles de mythes » : « 1. Le Mythe de Sisyphe (absurde) – 2. Le mythe de Prométhée (révolte) – 3. Le Mythe de Némésis. » Il termine par cette notation du 7 mars 1951 : « Terminé la première rédaction de L'Homme révolté. Avec ce livre s'achèvent les deux premiers cycles. 37 ans. Et maintenant, la création peut-elle être libre ? »

## Carnets III: mars 1951-décembre 1959 (1989)
Structure générale
- Cahier no 7 : de mars 1951 à juillet 1954
- Cahier no 8 : d'août 1954  à juillet 1958
- Cahier no 9 : de juillet 1958 à décembre 1959

Si le cahier no 9 avait été dactylographié du vivant de Camus et corrigés en partie, il n'en est pas de même pour les deux derniers cahiers qui ont été 'déchiffrés' à grand peine par Catherine Camus. Quelques « blancs » subsistent cependant et quelques noms propres supprimés ou remplacés par une initiale.
Contenu et références
- Cahier no 7 : de mars 1951 à juillet 1954

Il commence par cette citation de Nietzsche : « Celui qui a conçu ce qui est grand, doit aussi le vivre. »

Camus envisageait depuis déjà quelque temps une préface pour la réédition de L'Envers et l'Endroit sur laquelle il revient ici et fait une étude sur Oscar Wilde. Puis il fait un voyage en Dordogne où « la terre est rose, les cailloux couleur chair, les matins rouges et couronnés de chants purs. » Il prend beaucoup de notes sur des idées de roman, note ses rêves sur le thème de l'exécution. La polémique contre L'Homme révolté est à son comble, il note que « c'est la levée en masse des ténébrions. »
Il pense que la France est comme lui, malade, anémiée, et qu'elle ne peut plus guère produire que des réformes, sûrement pas une révolution. À partir de l'été 1952, ses notes concernent surtout les nouvelles de L'Exil et le Royaume. Il en dresse une liste assez proche de la liste finale. « Désormais solitaire en effet, écrit-il, mais par ma faute. » Les polémiques ont repris et pour lui, « Paris est une jungle et les fauves y sont miteux. » 
À côté de ce recueil, il s'intéresse — encore et toujours — à Tolstoï, pense à une pièce sur Julie de Lespinasse et poursuit son idée d'un cycle centré sur Némésis « déesse de la mesure ». En 1953, il lance les premières recherches sur Le Premier Homme, commence un plan général et prend régulièrement des notes.
- Cahier no 8 : d'août 1954  à juillet 1958

« Journée morte » note-t-il plusieurs fois en août 1954, faisant aussi référence à la triste fin de Derain. Le 24 novembre, il est en Italie pour une série de conférences, « Turin sous la neige et la brume », même temps sur le Piémont et la Ligurie puis « longue promenade dans Gênes […] et superbe matinée à la villa Borghèse. » En avril 1955, il est en Grèce, toujours pour donner des conférences, « Acropole… la lumière la plus blanche et la plus crue tombe du ciel. » Le 16 mai, « départ pour Paris, le cœur serré », note-t-il, laconique.
Janvier 1956 : Camus est à Alger, apôtre d'une paix impossible : « c'est dans la lutte, écrit-il, que finalement j'ai toujours trouvé ma paix. » Revenant à ses préoccupations littéraires, il note « Thème du jugement et de l'exil », prémices de La Chute puis parle du panneau volé de Van Eyck qu'il utilisera dans son roman. Il pense aussi à un nouveau recueil de nouvelles sur le thème de La Fête : « Football – Tipasa – Rome – Les îles grecques - le Mistral - Les corps, la danse - L'éternel matin. » À l'été 1957, il dirige le festival d'Angers puis part dans le sud-ouest (Cordes, l'Aveyron, le Roussillon). Période de remise en cause « Pour la première fois… doute absolu sur ma vocation… »
L'attribution du prix Nobel le rend plutôt perplexe et il est écœuré des attaques qui fusent à cette occasion. Il en revient dans un état de très grande fatigue, malade ; il faudra attendre le début de l'année 1958 pour qu'il recouvre sa santé. En mars 1958, il est à Alger où il rencontre Mouloud Feraoun (instituteur et écrivain kabyle assassiné par l'OAS en 1962) et retrouve Tipasa. À son retour, il note : « Étapes d'une guérison. Laisser dormir la volonté. » En juin, il retrouve sa chère Grèce et en revient avec un « sommeil d'âme et de cœur. »
(Ce cahier contient aussi un appendice constitué surtout de lettres en particulier à Amrouche et à Daniel Guérin)
- Cahier no 9 : de juillet 1958 à décembre 1959

« Je me force à écrire ce journal, mais ma répugnance est vive. Je sais maintenant pourquoi je ne l'ai jamais fait : pour moi la vie est secrète. » Même s'il se livre un peu plus dans ce cahier, c'est presque à son corps défendant. Il voit beaucoup son ami René Char, lui rend visite à L'Isle-sur-la-Sorgue et peut écrire le 30 septembre : « Un mois passé à revoir le Vaucluse et à trouver une maison. Acquis celle de Lourmarin ». Mars 1959, quelques mots sur ses ennuis familiaux : Francine est malade et il doit partir à Alger, sa mère ayant été opérée, « elle souffre silencieusement. » Il évoque sa vie, se retourne sur son passé, « je dois reconstruire une vérité -après avoir vécu toute ma vie dans une sorte de mensonge. » Dans une émission télé, il explique sa conception du théâtre, pour lui, « la parodie vaut mieux que le mensonge : elle est plus près de la vérité qu'elle joue. »
En juillet, il est en tournée avec la troupe qui joue Les Possédés, « Venise du 6 au 13 juillet. » Toujours sur lui-même, « L'effort le plus épuisant de ma vie a été de juguler ma propre nature pour la faire servir à mes plus grands desseins. De loin en loin, de loin en loin seulement, j'y réussissais », puis cette réflexion « Cette gauche dont je fais partie, malgré moi et malgré elle. » Pour Némésis (à Lourmarin, décembre 1959) : « Petit bruit de l'écume sur la plage du matin ; il remplit le monde autant que le fracas de la gloire… »  Pour Don Faust, « Il n'y a plus de Don Juan puisque l'amour est libre ». Lui qu'on a parfois traité de Don Juan termine par une mini confession, dialogue avec lui-même où il s'accuse d'être souvent incapable d'aimer mais où il écrit aussi « j'ai été capable d'élire quelques êtres et de leur garder, fidèlement, le meilleur de moi, quoi qu'ils fassent. »